# 아카이케정
아카이케정(일본어: 赤池町)은 일본 후쿠오카현 북동부 다가와군에 속했던 마을이다. 2006년 3월 6일, 인근의 가나다정, 호조정과 통합되어 후쿠치정이 설립되었다.
1992년부터 2001년까지 당시 일본 유일의 재정재건단체로 지정돼 지방자치단체와 지자체 노동조합, 재정학자, 언론 등의 주목을 받았다. 이하 합병 전날까지의 정세를 나타낸다.

## 지리
후쿠오카 현의 북동부에 위치한다. 이른바 지쿠토요 지역의 북동단에 위치하고 있으며 직방시에서 남동쪽으로 약 8㎞, 이이즈카시에서 북동쪽으로 약 15㎞, 다가와시에서 북북서 약 10㎞의 장소에 있다.

## 역사
- 1889년 - 4월 1일 - 정촌제 시행과 함께 다가와군 아가노촌(上野村)이 성립하였다.
- 1939년 11월３일 - 아가노촌이 정제 시행으로 아카이케정(赤池町)이 되었다.
- 1943년 - 4월 1일 - 아카이케 보육원 개원하였다.
- 1947년 - 4월 19일 - 아카이케 중학교 준공하였다.
- 1947년 - 12월 - 우에노 초등학교 급식 개시하였다.
- 1949년 - 4월 - 시장 초등학교 급식 개시하였다.
- 1950년 - 우에노협 현립 지쿠호 공원으로 지정하였다.
- 1952년 - 1월 1일 - 시장 보육원 설립하였다.
- 1969년 - 6월 4일 - 아카이케 우체국을 이나리초의 아카이케 역 앞길로 개설 이전하였다.
- 1969년 - 12월 - 정립병원 신축하였다.
- 1971년 - 6월 1일 - 시장 초등학교 신교사 낙성, 급식 센터 낙성하였다.
- 1971년 - 9월-나카오 어린이집 창설하였다.
- 1971년 - 완전급식을 개시하였다.
- 1971년 - 11월 4일 - 고타케 ~ 아카이케 바이패스 선 개통하다하였다.
- 1973년 - 11월 3일 - 정민회관 낙성[9].
- 1974년 - 7월 2일 - 아카이케 중학교 신교사 낙성하였다.
- 1975년 - 3월 - 시모다가와 청소 센터 개설되다하였다.
- 1975년 - 다가와 농협 시장 분소 개축하였다.
- 1977년 - 3월 - 우에노 초등학교 본관 신축 낙성하였다.
- 1977년 - 3월 31일 - 다가와 직방선 바이패스의 스키다, 오타니간 전면 개통하였다.
- 1977년 - 정민 종합 그라운드 개설하였다.
- 2001년 - 12월 13일 - 재정 재건 완료.
- 2006년 - 3월 6일 - 호조정, 가나다정과 합병, 후쿠치정이 탄생, 자치체는 소멸하였다.

## 교통

### 철도
- 헤이세이 지쿠호 철도 이타 선